# Maria Kljonova
Maria Kljonova (Russisch: Мари́я Васи́льевна Клёнова) (Irkoetsk, 31 juli 1898 – Moskou, 6 augustus 1976) was een marinegeoloog uit de Sovjet-Unie. Ze was een pionier op het gebied van de fysische oceanografie en de eerste vrouw die onderzoek verrichtte op Antarctica.

## Biografie
In 1925 nam Kljonova voor het eerst deel aan een Sovjetexpeditie in Arctisch gebied aan boord van het onderzoeksschip Perseus horende bij een Russisch instituut gespecialiseerd in de oceanografie. Ze nam deel aan expedities in de Barentszzee, Nova Zembla, Frans Jozefland en Spitsbergen. In 1933 lukte het haar om de eerste kaart van de zeebodem van de Barentszzee te completeren. Haar doctorstitel behaalde ze in 1937. In 1948 bracht ze het gezaghebbende werk Geologija Morja uit, het tweede werk over mariene geologie.
In 1956 was ze de eerste vrouw die deelnam aan een expeditie naar Antarctica. Voor die tijd was het voor vrouwen verboden om aldaar onderzoek te verrichten.
Op Antarctica is een bergpiek naar haar vernoemd, boven Groenland is een zeevallei naar haar vernoemd en op Venus is een krater naar haar vernoemd.